# Total skin electron beam irradiation
La Total Skin Electron Beam Irradiation (TSEBI), o TSET (Total Skin Electron Therapy), è una tecnica radioterapica che prevede l’irradiazione con fasci di elettroni, per scopi terapeutici, di tutta la superficie cutanea del paziente in trattamento.
La TSEBI in Italia viene attualmente eseguita in pochi servizi di Radioterapia, come ad esempio nell’Azienza Ospedaliera Careggi di Firenze e in poche altri dipartimenti tra cui Brescia, Genova e Torino.
La scarsa diffusione di tale metodica sul territorio nazionale è dovuta ad alcune difficoltà problematiche principali:
1. È una tecnica Time Consuming (richiede molto tempo per preparare il paziente ed effettuare il posizionamento)
2. È una tecnica datata e grossolana;
3. Necessità di un Bunker di Radioterapia di grandi dimensioni.

## Applicazioni e direttive
La Radioterapia è una terapia definita ‘locale’, ovvero eseguita su uno specifico ‘bersaglio’, individuato in sede di centraggio e planning: anche la TSEBI ha un suo bersaglio limitato, ovvero la cute. Lo scopo di questo tipo di tecnica è di trattare tutta la superficie corporea erogando la dose di radiazioni in modo uniforme ad una profondità limitata, con l’intento di risparmiare i tessuti sani sottostanti.
L’applicazione della Total Skin Electron Beam Irradiation è destinata ai pazienti affetti da Linfomi Cutanei a cellule T, patologie che comportano una proliferazione anomala di linfociti T nella cute, di cui fanno parte anche le micosi fungoidi e la Sindrome di Sézary.
Le lesioni cutanee più comuni associate alla micosi fungoide sono:
- Eritema: arrossamento del colore della pelle non rilevata che scompare alla vitropressione;
- Macula: alterazione del colore della pelle non rilevata che non scompare alla vitropressione, dimensioni <10 mm;
- Papula:  lesione cupoliforme solida rilevata circoscritta <10mm;
- Vescicola: lesione circoscritta, rilevata, a contenuto sieroso, di diametro < 5 mm;
- Placca: molto tipica della micosi fungoide, è una lesione a piastra > 10 mm, molto rilevata, che può derivare dalla confluenza di più papule;
- Eczema: reazione dermica infiammatoria pruriginosa e non contagiosa caratterizzata da arrossamento, prurito e vescicole, desquama;
- Escoriazione: perdita dello strato superficiale della cute;
- Erosione: perdita più profonda di continuità   della cute,   con incompleta perdita dello strato epidermico;
- Ulcerazione: perdita di continuità della cute con perdita dello strato epidermico e spesso degli strati inferiori (derma,  grasso sottocutaneo..);
- Onicolisi: distacco dell'unghia dal letto ungueale;

Altro tipo di lesioni sono quelle “a placca”, che presentano un rilievo e hanno una consistenza più dura rispetto alla cute normale del paziente.
I pazienti affetti da micosi fungoide possono inoltre presentare noduli solidi,  definiti noduli tumorali (quando superano lo spessore di 5 mm) che raggiungono a volte dimensioni di 5 o 6 cm.
Macchie, inspessimenti e lesioni cutanee possono essere molto estese su tutto il corpo del paziente,  causando dolorose ulcerazioni che comportano un serio rischio di infezione in quanto viene a mancare l’effetto barriera garantito dalla cute integra.
Nei quadri di malattia più diffusi i pazienti presentano lesioni anche su mani e piedi che impediscono loro di camminare, afferrare gli oggetti e svolgere le normali attività quotidiane.
La desquamazione e l’ispessimento cutaneo sono tipici sia della micosi fungoide, sia della sindrome di Sézary, linfoma cutaneo tipico dell’età adulta, in cui si hanno anche cellule neoplastiche circolanti, il cui quadro cutaneo tipico è quello dell’eritroderma esfoliativo.
Lo scopo della Total Skin electron Beam Irradiation è, come detto prima, quello di trattare tutta la superficie corporea erogando una dose uniforme ad una profondità limitata. Tuttavia l’ispessimento cutaneo di questo tipo di lesioni potrebbe determinare disomogeneità nella distribuzione della dose.
Le direttive principali di questa metodica sono:
- Avere una distribuzione di dose uniforme al Target con un campo di irradiazione in grado di irradiare tutta l’altezza del paziente (almeno 200x80)
- Penetrazione del fascio con il 50% della dose di prescrizione fra i 5 e i 10 mm di profondità.
- Erogare una dose sufficiente al volume target
- Tempi di trattamento contenuti
- Essere quanto più possibile pratica e confortevole per il paziente
- Ottenere una remissione completa cutanea
- Ottenere meno fotoni possibili dall’interazione tra elettroni e tessuti molli del paziente al fine di minimizzare la tossicità (maggiore è il numero di fotoni prodotti, maggiore è la profondità del build up e quindi la tossicità;
- Rendere possibili eventuali ritrattamenti.

## Tecniche e Supporti
La tecnica di Standford, che prevede sei posizioni che il paziente deve assumere durante il trattamento, risponde alle caratteristiche sopraelencate. Il problema principale di questa tecnica è la collimazione del fascio, deve avere un’ampiezza longitudinale di 2 m per consentire l’irradiazione in senso longitudinale del paziente. Sono necessari pertanto bunker di dimensioni tali da garantire una DFP di almeno 3 o 4 metri con gantry posizionato.
La tecnica Standford impiega una tecnica Duale, ovvero la copertura longitudinale del targhet è data dalla combinazione di due fasci di elettroni con orientazione diversa in base alle dimensioni del bunker e della dosimetria.
Per ottenere la superficializzazione della dose, tra il fascio e il paziente viene interposto uno spoiler di plexiglas che consente la subitanea caduta di dose nei primissimi millimetri di cute  (già a 10‐15 mm non si ha quasi più dose al paziente.
Con la tecnica dei campi duali, a 253° e 287°(ad es. +17° e -17° rispetto ai 270°) si ha una distribuzione di dose del 100% a 0 mm di profondità, l’80% a 5.0 mm e 30-35% a 1.0 cm.
In caso di ispessimenti della cute inferiori ai 5mm si ottiene comunque l’80% della dose di prescrizione ma oltre i 5 mm si deve prestare attenzione a non sottodosare il target.
Per le lesioni di 5-6 cm, un fascio di elettroni da 18 MeV garantisce l’80% di dose fino ai 6 cm ma non oltre. Nelle lesioni più spesse, comunque molto rare, si usano altre tecniche come per esempio fasci di fotoni.
Il piano di trattamento non prevede una TAC di centraggio ma si basa su una stima dosimetrica stabilita in fase di planning. Per questo motivo si definisce come un trattamento molto grossolano: nonostante tutto si hanno disomogeneità notevoli (fino al 10‐15% tra una zona e un’altra).
Nella tecnica Standford vengono fatte assumere al paziente sei proiezioni diverse per assicurare l’omogeneità della dose durante il trattamento:
- 1 Antero-Posteriore diretta
- 1 Postero-Anteriore diretta
- 2 Oblique posteriori
- 2 Oblique anteriori

Ogni giorno il paziente assume 3 posizioni:
- Il primo giorno si tratta il paziente in posizione diretta anteriore e due oblique posteriori.
- Il giorno successivo con diretta posteriore e due oblique anteriori.

Le sei posizioni costituiscono un ciclo di terapia, che ha quindi una durata di due giorni.
Alcuni servizi di Radioterapia utilizzano uno specifico supporto che aiuta il paziente a mantenere le braccia sollevate, al fine di minimizzare la creazione di zone d’ombra. È necessario far sì che il paziente si appoggi con le mani alle aste evitando di serrare le dita affinché il palmo venga irradiato correttamente.
Un’altra possibile tecnica prevede una pedana rotante su cui il paziente rimane in posizione fissa, anche se non viene utilizzata in Italia.
Lo svantaggio di questa tecnica è legato fatto che il tempo di rotazione dev’essere sincronizzato all’erogazione delle Monitor Unit, con una conseguente maggior complessità nella realizzazione del piano di cura. Tali pedane inoltre non esistono in commercio e pertanto devono essere realizzate manualmente da personale del Servizio di Radioterapia.
Tuttavia l’impiego di tale supporto consentirebbe di abbattere i tempi di trattamento, garantendo un maggior comfort al paziente.
In entrambe le tecniche (Standford e tecnica su pedana rotante), vi sono comunque delle sedi che rimangono in ombra, ossia:
- Sommità dello scalpo, poiché il fascio di radiazioni incide tangenzialmente
- Ascelle (in pazienti più corpulenti)
- Solco sottomammario nelle pazienti con seno di grandi dimensioni (nelle pazienti con seno medio-piccolo si usa una fascia di cellophane per comprimere e sollevare il seno, esponendo la zona del solco sottommammario)
- Solco sotto pannicolo addominale e inguini in pazienti obesi o sovrappeso.
- Solco intergluteo
- Perineo
- Pianta dei piedi

Tutte queste sedi vengono trattate con campi singoli di elettroni, dopo il trattamento standard. Tuttavia se esse non hanno un coinvolgimento diretto di malattia si evita di irradiarle, al fine di ridurre la tossicità (es. flitteni sulla pianta dei piedi).
Al tempo stesso può essere necessario utilizzare delle schermature su particolari zone:
- gli occhi, nel caso in cui la cute del volto e le palpebre sia indenne da malattia. (Il paziente esegue il trattamento ad occhi chiusi, in modo da esporre le palpebre. Si utilizzano degli occhialini da nuotatore con sopra uno schermo di piombo e una resina.
- le unghie, se non vi è un coinvolgimento della cute delle mani e dei piedi: vengono posizionati dei mini schermi di piombo e fissati con il nastro adesivo, per evitare di irradiare il letto ungueale.

## Dosi Prescritte
La dose prescritta dalla tecnica Standford consiste in 36 Gy totali, da applicare 4 giorni a settimana per 9 settimane di trattamento (36 Gy: 1Gy/die x 4gg/settimana x 9 settimane).
I risultati del trattamento si descrivono come:
- CCR: risposta completa, si ha la totale scomparsa delle macchi cutanee;
- PR: buona risposta ma non completa: nei pazienti trattati con dosi convenzionali (36 Gy) la somma tra i risultati delle risposte complete e delle risposte parziali, ossia di tutti quelli che ottengono un beneficio, è del 100%, in cui circa il 60‐70% sono risposte complete e il resto risposte parziali.

Bisogna tenere in considerazione che la TSEBI non è un trattamento curativo con intento radicale, in quanto la malattia va sempre incontro a recidiva, in tempi più o meno lunghi. Si tratta comunque di patologie a sviluppo molto lento, in cui i pazienti in stadio T2 hanno una sopravvivenza mediana anche a 10 anni.
Pur essendo questa una malattia inguaribile si offre al paziente un periodo di benessere, un aumento della qualità di vita, specialmente dal punto di vista dei rapporti sociali.

## Effetti collaterali acuti e subacuti
Gli effetti collaterali acuti e subacuti in corso di trattamento o nei giorni immediatamente successivi a questo tipo di trattamento sono:
- L’Eczema cutaneo diffuso.
- Aree di desquamazione umida, con comparsa di flitteni specialmente sui piedi
- Spossatezza;
- Edema delle mani e dei piedi;
- Epistassi (molto rara);
- Ginecomastia temporanea (molto rara);
- Parotite transitoria;
- Alopecia su tutto il corpo;
- Iperpigmentazione cutanea;
- Ipoidrosi (dovuta all’irradiazione delle ghiandole sudoripare).

Gli effetti collaterali cronici invece possono includere:
- Atrofia cutanea;
- Iper o ipo-pigmentazione, che rende più difficoltosa l’individuazione e il riconoscimento di eventuali recidive;
- Distrofia ungueale fini all’eventuale caduta delle unghie
- Infertilità nell’uomo;

## Trattamento TSEBI a Bassa dose (pro e contro)
Total Skin Electron Beam Irradiation a bassa dose:
Se per dosi superiori ai 30 Gy ho il 100% di risposte o complete o parziali, si è visto che con dosi inferiori fra i 10 e 20 Gy si ottenevano dei buoni tassi di risposta che si avvicinavano comunque al 100%, diminuivano le risposte complete ed aumentavano le risposte parziali.
Questa riduzione di dose non incideva sulla sopravvivenza dei pazienti.
Vi sono molti studi in cui si sono trattati pazienti con Total Skin a dosi di 10-15 Gy, che significa solo 2 settimane o 2 settimane e mezzo di terapia.
In uno studio danese, ad esempio, i pazienti vengono trattati a 10 Gy, con 1 Gy al giorno per 4 settimane. I risultati sono stati:
- 95% di risposte globali
- 30% di risposte complete

Inoltre gli autori dello studio vanno ad indicare le VGPR (ovvero le Very Good Partial Response), che sono risposte parziali in cui la malattia in parte rimane ma è limitata a massimo l’1‐2% dell’intera superficie corporea.
Sommando le risposte complete e le VGPR si ottiene il 60% che si ottiene con le alte dosi.
La tossicità è sostanzialmente quella delle alte dosi ma nettamente inferiore come frequenza di comparsa e come gravità, in più non compaiono mai ulcerazioni cutanee o flittene
Si ha quindi una tolleranza di questi trattamenti eccellente, i pazienti hanno pochissimi effetti collaterali ed in termini di costi temporali è molto più fruibile in quanto il trattamento è di più breve durata.
I vantaggi della Total Skin a bassa dose quindi sono:
- Tempo di trattamento ridotto
- Minore tossicità
- Minori costi sanitari (time‐consuming!)
- Maggiore compliance, maggiore aderenza del paziente al trattamento! A volte i pazienti interrompono il trattamento per tempi troppo lunghi o troppa tossicità durante il trattamento;
- Minori costi per il paziente, soprattutto per quelli che vengono da un’altra regione(in Italia) e devono alloggiare vicino all’ospedale;
- Possibilità di un utilizzo ripetuto nella storia clinica del paziente: si può ritrattare anche un paziente che ha fatto 36 Gy, ma si hanno spazi di dose molto limitati.

Una total skin è ripetibile fino a tre volte. Occorre ricordare che sono pazienti che soffriranno di questa malattia anche per 10-20 anni e ripeterla quando altre terapie farmacologiche hanno fallito è una cosa molto importante.
- Minori problemi nell’associazione con palliazione su lesioni singole, specie se ripetute: se si hanno delle lesioni singole molto spesse, su quelle si dovranno fare poi dei campi singoli dedicati perché la total skin non copre lo spessore quindi se si fanno 36Gy e poi dei campi su lezione singola si rischia che la dose salga ancora di più, mentre con le basse dosi questi rischi non ve ne sono.
- Possibilità  di associazione a farmaci  (radiosenbilizzanti?  immunomodulatori?) si stanno cercando farmaci che possano aumentare l’effetto delle radiazioni.
- Meno danno al sistema immunitario sano: l’immunità del paziente gioca un ruolo fondamentale. Alcuni pazienti riferiscono che è comparsa una lesione che poi è andata via sola, cosa che non ci si aspetta per una lesione tumorale standard: tuttavia in questi casi c’è una vera risposta immunitaria a questo tipo di malattia. Il problema si pone, infatti, quando il sistema immunitario non riesce più a combattere la malattia. Nelle micosi fungoidi, e nei linfomi a cellule T in generale, questo è un aspetto importantissimo. Tanto che un farmaco che si somministra, il benzalotene, è un immunostimolatore, e funziona perché stimolando l’apparato immunitario si ha una risposta. È possibile che nella total skin un effetto sia dovuto ad un effetto diretto della radioterapia sulle lesioni e parte sia dovuto in realtà, per una serie di meccanismi, ad una stimolazione immunitaria: cioè sostanzialmente la radioterapia distrugge cellule malate, queste ultime mandano in circolo degli antigeni che stimolano l’apparato immunitario. Quello che si dice è che la radioterapia distruggendo cellule tumorali manda in giro degli antigeni che stimolano il sistema immunitario ad agire contro la malattia, senza arrivare ad una guarigione però a controllare la malattia.

Con le basse dosi, però, si ha un minor tasso di risposte complete come si è visto, e probabilmente una minor durata della risposta, vi sono ancora studi al lavoro su questi aspetti della Total skin a basse dosi.
Con il trattamento a 36 Gy si produce un effetto più duraturo.
A basse dosi, probabilmente, si crea una radioresistenza delle cellule; in generale, al di là del fatto di creare una radioresistenza, forme più avanzate di malattia rispondono meno alla radioterapia, ma così come fanno con tutto per due motivi:
- Se sono forme più estese si hanno molte più probabilità che tra tutte le cellule tratte esistano dei cloni radioresistenti;
- La malattia progredisce più rapidamente;
- La malattia più avanzata ha una biologia diversa e di per sé è più aggressiva, più resistente ai farmaci e alle radiazioni.

Quindi si ha una radioresistenza, ma anche una minor radiosensibilità all’origine. Il tasso di ricomparsa media è di alcuni mesi.
Di norma al termine della Total Skin Electron Beam Irradiation si inizia la terapia con il Benzalotene, farmaco che stimola l’apparato immunitario: si distrugge il grosso della malattia cutanea con la Total Skin e si prosegue con l’immunostimolatore, con l’intento di limitare la ricomparsa.

## Differenze tra basso ed alto dosaggio
Il problema dello spessore elevato è ancora più importante nella total skin a bassa dose, perché se si ha per esempio una lesione che riceve il 40% della dose di prescrizione a 36 Gy, riceverà comunque 14 Gy, ovvero una dose interessante. Tuttavia nel caso fossero stati prescritti 10 Gy, in profondità arriveranno 4 Gy, chiaramente non sufficienti.
È fondamentale quindi che nella Total Skin a basse dosi si trattino le lesioni più spesse da sole, prima del trattamento a tutta la cute.
Mentre nella Total skin a 36 Gy si fanno dei compensi sulle zone in ombra, invece nei trattamenti a bassa dose si fanno dei boost, ovvero dei sovradosaggi: ovvero prima di iniziare la total skin si tratta la lesione singola con dei campi diretti di elettroni.
Questi frazionamenti possono essere molto diversi: si va da 8Gy in singola frazione a frazionamenti molto variabili con lo scopo di diminuire lo spessore della lesione in questione.

### Singole lesioni
Le lesioni singole si trattano con un campo diretto di elettroni, in quanto questi ultimi sono da preferire ai fotoni per le lesioni cutanee perché si ha un effetto di Build‐up minore in cui posso usare un mould o moulage (ovvero spessori di materiale di densità pari a quella dei tessuti molli per «superficializzare» o per ridurre la profondità di penetrazione).
Inoltre si otterrà una caduta di dose molto rapida senza dosi in profondità come si avrebbe con i fotoni. La radioterapia su singole lesioni sulla micosi fungoide è indicata:
- Nei primissimi stadi di malattia in sostituzione alla TSEBI;
- Come palliazione antalgica su lesioni sintomatiche;
- Su lesioni refrattarie, che nonostante la terapia sistemica, vanno incontro a progressione
- Come boost su lesioni con spessore eccessivo prima del trattamento total skin.